# Pachymerola mariaeugeniae
Pachymerola mariaeugeniae là một loài bọ cánh cứng trong họ Cerambycidae.